# Münchener Straße (Stadtbezirk)
Münchener Straße ist ein Stadtbezirk der oberbayerischen Stadt Ingolstadt. Er liegt südlich der Donau entlang der gleichnamigen Ausfallstraße. Mit 449,9 Hektar ist er flächenmäßig der kleinste der zwölf Stadtbezirke. Zum 31. Dezember 2017 lag die Einwohnerzahl bei 13.756.
Der Stadtbezirk umfasst folgende Unterbezirke:
- Antonviertel (121)
- Bahnhofsviertel (122)
- Unsernherrn (123)